# Hudson River
Der Hudson River [ˈhʌdsn̩ˌɹɪvɚ] ist ein 493 Kilometer langer Fluss in den US-Bundesstaaten New York und New Jersey im Nordosten der USA.

## Flusslauf
Der Hudson entspringt im US-Bundesstaat New York in den Adirondack Mountains am Henderson Lake. Von dort fließt er überwiegend in südlicher Richtung durch diesen Staat und nimmt bei Albany das Wasser des Mohawk River auf. Nur im Unterlauf bildet er teilweise die Grenze zum Nachbarstaat New Jersey und erreicht vor seiner Mündung den New Yorker Hafen. In den Atlantik mündet er zwischen den Inseln Manhattan und Staten Island in die Upper New York Bay.
Der Unterlauf des Hudson ist dem Einfluss der Gezeiten unterworfen. Der Tidenhub macht sich noch über 225 Kilometer flussaufwärts, bis zum Wehr in Troy, nördlich von Albany, bemerkbar. Daher kann der Hudson nicht auf ganzer Länge als Fluss bezeichnet werden. Dieser Abschnitt wird als Estuary (dt.: Ästuar) bezeichnet.
Der Hudson entwässert zusammen mit seinen Nebenflüssen, insbesondere mit dem Mohawk River, ein großes Gebiet im Osten der USA.
Wegen der Schönheit des Hudsontals wurde dem Hudson River die Bezeichnung Der Rhein Amerikas verliehen.

## Geschichte
Die ursprünglich in der Gegend lebenden Ureinwohner, die Mahican, nannten den Fluss Mahicannituck, also „Wasser, das immer fließt“. Als erster Europäer entdeckte 1524 der Italiener Giovanni da Verrazzano den Fluss. Die niederländischen Siedler, die sich seit 1624 in Nieuw Amsterdam und am Unterlauf des Flusses niedergelassen hatten, nannten ihn Noortrivier, zuweilen auch Manhattes rieviere, Groote Rivier oder de grootte Mouritse reviere. Später wurde er nach Henry Hudson benannt, einem englischen Seefahrer, der ihn 1609 im Auftrag der Niederländischen Ostindien-Kompanie erkundet hatte. Hudson war bis in die Gegend der heutigen Stadt Albany hinaufgesegelt, so weit, wie es mit seinem Dreimaster Halve Maen, einer Jagt, möglich war. Bis in die zweite Hälfte des 18. Jahrhunderts, ein Jahrhundert, nachdem die Kolonie Nieuw Nederland 1664 den Briten überlassen werden musste, wurde im Hudson-Tal nach wie vor durchweg niederländisch gesprochen.
Hudson River School ist der Name einer Gruppe amerikanischer Landschaftsmaler, die Mitte des 19. Jahrhunderts tätig waren und der deutschen romantischen Malerei, insbesondere der Düsseldorfer Malerschule, und später der Schule von Barbizon nahestanden. 
Ins Blickfeld der weltweiten Öffentlichkeit gelangte der Hudson-Fluss am 15. Januar 2009, als der Kapitän Chesley Sullenberger des US-Airways-Fluges 1549 eine spektakuläre Notwasserung auf dem Hudson-Fluss auf der Höhe von Manhattan Island durchführte.

## Schifffahrt
Der Strom ist flussaufwärts bis Albany schiffbar. 8 km nördlich von Albany befinden sich der erste Staudamm (Federal Dam) und die erste Schleuse. Oberhalb davon zweigt der im 19. Jahrhundert gebaute Eriekanal, welcher den Hudson River mit dem Eriesee verbindet, nach Westen ab. Der Mittellauf des Hudson River ist mit mehreren Schleusen als Champlain Canal ausgebaut. Bei Fort Edward zweigt dieser am östlichen Flussufer ab und verläuft in nördlicher Richtung zum Lake Champlain.

## Wasserkraftanlagen

Hudson River am Bear Berg

Am oberen Hudson River liegen mehrere Wasserkraftwerke.
Das Wasserkraftwerk Green Island 8 km nördlich von Albany liegt am untersten Staudamm des Hudson River. Es ist geplant, die Leistung von 8 MW auf 48 MW zu erhöhen.
Eine Auswahl an Wasserkraftanlagen in Abstromrichtung:
| Name                | Leistung in MW | Anzahl Turbinen | Lage | Betreiber                      |
| ------------------- | -------------- | --------------- | ---- | ------------------------------ |
| Curtis              | 10,8           | 5               | (⊙)  | International Paper Co.        |
| Palmer Falls        | 48             | 2               | (⊙)  | International Paper Co.        |
| Spier Falls         | 56             | 2               | (⊙)  | Brookfield                     |
| Sherman Island      | 38             | 6               | (⊙)  | Brookfield                     |
| Feeder Dam          | 5              | 5               | (⊙)  | Brookfield                     |
| Glens Falls         | 12,1           | 5               | (⊙)  | Brookfield                     |
| South Glens Falls   | 13,8           | 2               | (⊙)  | Boralex                        |
| Hudson Falls        | 36,1           | 2               | (⊙)  | Boralex                        |
| Fort Miller         | 5              | 2               | (⊙)  | Fort Miller                    |
| Stillwater          | 3,5            | 2               | (⊙)  | Stillwater Hydro               |
| Upper Mechanicville | 18,5           | 2               | (⊙)  | New York State Elec & Gas Corp |
| Mechanicville       | 7              | 7               | (⊙)  | Albany Engineering Co          |
| Green Island        | 8              |                 | (⊙)  | Green Island Power Authority   |